# لیپتود
لیپتود (به مجاری:  Liptód) یک منطقهٔ مسکونی در مجارستان است که در ناحیه بوی واقع شده‌است.